# 三上哲
三上哲（日语：／ Mikami Satoshi，1968年6月8日—）是日本東京都出身的演员及聲優，目前隶属于NexSeed公司。

## 人物
- 初時是歌手組合出道，後來參與演員演出，近年從事配音工作。
- 從2010年聲演新福爾摩斯的夏洛克·福爾摩斯而冒起，自此開始活躍於配音工作。主要配演海外電視劇及電影，後來也在動畫配音活躍，海外配音是班尼狄·甘巴貝治的常任配音員。

## 演出作品

### 電視劇
- 相棒 Season 4 第11話「汚れある悪戯」（2006年1月1日、テレビ朝日）
- 爆龍戰隊第25話（テレビ朝日）- 教師役
- ビューティ7
- はみだし刑事（テレビ朝日） - 原刑事役
- 炎神戦隊ゴーオンジャー第18話（テレビ朝日） - ウェイター役
- 潜入探偵トカゲ 第1話（2013年4月18日、TBS） - 竹田篤役
- 幪面超人Drive第34話（テレビ朝日） - 監察医役

### 映画
- 「紅の拳銃」よ永遠に 及川善弘監督
- 女帝 金澤克次監督
- 阿波おどり狸合戦 加戸敏監督
- 弁天通りの人々 市川徹監督

## 配音作品

### 電視動畫
2009年
- 寶石寵物（七瀨猛夫）

2010年
- GIANT KILLING（住田、城西、鈴木、坂元）
- 魯邦三世 the Last Job（レオーネ刑事[1]）

2013年
- 黑執事 Book of Circus（先生）
- 武士弗拉明戈（今野明[2]）
- 薔薇少女（ラプラスの魔[3]）

2014年
- 蟲師 續章 特別篇「荊棘之路」（クマド[4]）

2015年
- GANGSTA.（テオ[5]）
- 血界戰線（コルシコフ・ウルツェンコ[6]）
- 鑽石王牌（原龍臣）
- 無頭騎士異聞錄 DuRaRaRa!!×2（スローン[7]）

2016年
- 最終騎士（浅永和信、地上の男）
- GATE 奇幻自衛隊（新田原）
- 終末的伊澤塔（マクラウド）
- 雙星之陰陽師（川瀨）
- 91Days（テスタ）
- 迷家（運転手[8]）

2018年
- 皇帝聖印戰記（アウベスト・メレテス）
- 紫羅蘭永恆花園（伊西多）
- 博多豚骨拉麵團（東尼·劉）
- DOUBLE DECKER！道格＆基里爾（道格·比林漢姆[9][10]／VETERAN）

2019年
- 拾又之國（チェスター）
- 索斯機械獸WILD ZERO（ディアス中佐）

2020年
- 別對映像研出手！（水崎的父親）

2021年
- 花樣滑冰Stars（安達拓海）
- 王之逆襲 意志的繼承者（アルバート）
- 86－不存在的戰區－（傑洛姆·卡爾修達爾）
- 大運動會 ReSTART!（傑夫）
- 王者天下（第3期）（貝滿）
- 席斯坦 -The Roman Fighter-（イオタ）
- 桃子男孩渡海而來（吸血鬼）
- 暗夜第六感 2041（黑木貴光）
- 三角窗外是黑夜（半澤日路輝）
- 宿命迴響：命運節拍（朝雛賢治）

2022年
- 薔薇王的葬列（沃里克伯爵）
- 幻想三國誌 -天元靈心記-（荀彧）
- 明日同學的水手服（明日里[11]）
- Delicious Party ♡ 光之美少女（芬內爾／強鐸）
- 女忍者椿的心事（男??）
- 幽零幻鏡（駭克的爸爸）
- 機動戰士GUNDAM 水星的魔女（奧爾柯特）

2023年
- 我想成為影之強者！（米德加國王）
- 境界服務（隊員、リョウ・アガタ）
- Dr.STONE 新石紀 NEW WORLD（石神百夜）
- 黃金神威（麥可·奧斯卓[12]）

2024年
- 因為不是真正的夥伴而被逐出勇者隊伍，流落到邊境展開慢活人生 2nd（劉布樞機卿[13]）
- 明治擊劍－1874－（修羅神狂死郎[14]）
- 迷宮飯（旁白）
- 隔壁的妖怪鄰居（山本五郎左衛門[15]）
- THE NEW GATE（ジラート・エストレア[16]）
- 地。-關於地球的運動-（安東尼[17]）

2025年
- 我獨自升級 第2季 －起於闇影－（五島隆二）
- 水屬性的魔法師（休·麥格拉斯[18]）

### 動畫電影
2017年
- 虐殺器官（威廉斯）[19]

2024年
- 我的鬼女孩（一弦[20]）

### 網路動畫
2024年
- Fate/Grand Order 搞不懂的藤丸立香 第2期（特斯卡特利波卡）

### 遊戲
- 潛龍諜影V 幻痛 （左轮山猫）
- 最終幻想 紛爭NT （卡姆拉纳特）
- 仁王2（明智光秀）
- 死亡搁浅（希格斯）

2023年
- Fate/Grand Order（特斯卡特利波卡）
- Fate/Samurai Remnant（土御門泰廣）

2024年
- 暗喻幻想：ReFantazio（巴特林）

### 吹替
電視／電影
| 年份 | 作品                     | 角色                          | 演員             | 備註              |
| ---- | ------------------------ | ----------------------------- | ---------------- | ----------------- |
| 2010 | 新福爾摩斯(全季)         | 夏洛克·福爾摩斯               | 班尼狄·甘巴貝治  | 衛星頻道/影碟版本 |
| 2012 | 瑪波小姐探案             | Luke Fitzwilliam              | 班尼狄·甘巴貝治  | NHK頻道           |
| 2013 | 星空奇遇記：黑域時空     | Khan                          | 班尼狄·甘巴貝治  | 公映/影碟版本     |
| 2013 | 隊列之末                 | Christopher Tietjens          | 班尼狄·甘巴貝治  | DVD版本           |
| 2013 | 尋找第三顆星             | James                         | 班尼狄·甘巴貝治  | DVD版本           |
| 2014 | 第三者                   | David                         | 班尼狄·甘巴貝治  | DVD版本           |
| 2014 | 一個葬禮四個失禮         | 小查爾斯·艾肯                 | 班尼狄·甘巴貝治  | 影碟版本          |
| 2015 | 解碼遊戲                 | 艾倫·圖靈                     | 班尼狄·甘巴貝治  | 影碟版本          |
| 2016 | 新福爾摩斯：地獄新娘     | 夏洛克·福爾摩斯               | 班尼狄·甘巴貝治  | 衛星頻道/影碟版本 |
| 2016 | 極黑勢力                 | 威廉·「比利」·巴爾傑          | 班尼狄·甘巴貝治  | 影碟版本          |
| 2016 | 非常索凸務2              | 奧爾                          | 班尼狄·甘巴貝治  | 影碟版本          |
| 2016 | 奇異博士                 | 奇異博士/史蒂芬·史傳奇 多瑪姆 | 班尼狄·甘巴貝治  | 公映/影碟版本     |
| 2017 |                          | 奇異博士/史蒂芬·史傳奇        | 班尼狄·甘巴貝治  | 公映/影碟版本     |
| 2017 | 記憶中的擁抱             | 史蒂芬·劉易斯                 | 班尼狄·甘巴貝治  | 影碟版本          |
| 2018 |                          | 奇異博士/史蒂芬·史傳奇        | 班尼狄·甘巴貝治  | 公映/影碟版本     |
| 2018 | 梅爾羅斯                 | Patrick Melrose               | 班尼狄·甘巴貝治  | 收費頻道          |
| 2019 |                          | 奇異博士/史蒂芬·史傳奇        | 班尼狄·甘巴貝治  | 公映/影碟版本     |
| 2020 | 1917                     | 麥肯錫上校                    | 班尼狄·甘巴貝治  | 影碟版本          |
| 2020 | 電流戰爭                 | 湯瑪斯·愛迪生                 | 班尼狄·甘巴貝治  | 影碟版本          |
| 2021 | What If...?              | 奇異博士/史蒂芬·史傳奇        | 班尼狄·甘巴貝治  |                   |
| 2021 | 犬山記                   | Phil Burbank                  | 班尼狄·甘巴貝治  | Netflix           |
| 2022 |                          | 奇異博士/史蒂芬·史傳奇        | 班尼狄·甘巴貝治  | 公映/影碟版本     |
| 2010 | 唐頓莊園(全季)           | 湯瑪斯·巴洛                   | 羅伯·占士-柯利爾 | 電視頻道/DVD版本  |
| 2011 | 特種部隊：火線救援       | Tic-Tac                       | 馬奴納·米吉遜    | 串流視像          |
| 2012 | 痞子英雄首部曲：全面開戰 | 少校                          | 邱隆傑           | 影碟版本          |
| 2012 | 阿萊塔街388號            | James                         | 尼克·斯塔爾      | 影碟版本          |
| 2013 | 逃出生天                 | 阿強                          | 古天樂           | 影碟版本          |
| 2014 | 奪命槍火                 | Luc Denard                    | Simon Abkarian   | 影碟版本          |
| 2015 | 情迷失控點               | 艾比·魯卡斯                   | 華堅·馮力士      | 影碟版本          |
| 2015 | Broadchurch小鎮疑雲(S2)  | Lee Ashworth                  | 占士·達西        | WOWOW頻道         |
| 2015 | 記憶謎局                 | 斯蒂芬・艾略特                | 占士·法蘭高      | 影碟版本          |
| 2016 | 怒海救援                 | Daniel Cluff                  | 艾力·班納        | 公映/影碟版本     |
| 2016 | 大時代                   | Charlie Richardson            | 保羅·安德遜      | 影碟版本          |
| 2016 | 俠盜一號：星球大戰外傳   | 歐森·昆尼克                   | 賓·曼迪臣        | 公映/影碟版本     |
| 2016 | 新七俠蕩寇志             | 喬許·法拉第                   | 基斯·柏特        | 影碟版本          |
| 2017 | 奪魂鋸：遊戲重啟         | 羅根·奈森                     | 馬特·帕斯默      | 影碟版本          |
| 2017 | Fargo（S3）              | 艾密特·史戴西 雷·史戴西       | 伊雲·麥葵格      | 衛星頻道          |
| 2018 | 死侍2                    | peter                         | 羅布·迪蘭尼      | 公映/影碟版本     |
| 2018 | 毒梟：墨西哥             | James Kuykendall              | 馬特·萊斯切爾    | Netflix串流媒體   |

### CD DRAMA
- GANGSTA. I（テオ[21]）